# Gian
Gian ist eine Kurzform des Namens Giovanni, einer italienischen und bündnerromanischen Variante des deutschen Vornamens Johann, meist in Verbindung mit einem zweiten Vornamen. Eine weitere Kurzform von Giovanni ist Gianni. Gian kommt auch als Familienname vor.

## Namensträger

### Vorname

#### A
- Gian Giacomo dell’Acaja (* um 1500; † 1570), italienischer Feudalherr
- Gian Girolamo Albani (1504–1591), italienischer Kardinal der römisch-katholischen Kirche
- Gian Francesco Alois († 1564), italienischer Schriftsteller
- Gian Andreossi (1902–1964), Schweizer Eishockeyspieler
- Gian Attenhofer (* 2002), Schweizer Handballspieler
- Gian Aydinoglu (* 2003), deutscher Basketballspieler

#### B
- Gian Vittorio Baldi (1930–2015), italienischer Regisseur und Filmproduzent
- Gian Luca Barandun (1994–2018), Schweizer Skirennfahrer
- Gian Mario Beltrami (1893–1936), General der italienischen Luftwaffe
- Gian Giuseppe Bernardi (1865–1946), italienischer Komponist, Musiktheoretiker und Musikpädagoge
- Gian Lorenzo Bernini (1598–1680), italienischer Bildhauer und Architekt
- Gian Marco Berti (* 1982), san-marinesischer Sportschütze
- Gian Nicola Berti (* 1960), san-marinesischer Politiker und Sportschütze
- Gian Carlo Bevilacqua (1775–1849), venezianischer Maler
- Gian Domenico Borasio (* 1962), italienischer Mediziner
- Gian Casper Bott (* 1960), Schweizer Museumsleiter, Kunsthistoriker, Konservator und Kurator
- Gian Franco Bottazzo (1946–2017), italienischer Arzt und Diabetologe
- Gian Bundi (1872–1936), Schweizer Märchensammler und -herausgeber, Journalist und Musikkritiker

#### C
- Gian Carlo Cailò (1659–1722), italienischer Violinist und Komponist
- Gian Pietro Calasso (1937–2023), italienischer Theater- und Fernsehregisseur sowie Drehbuchautor
- Gian Paolo Callegari (1909–1982), italienischer Dramatiker, Drehbuchautor und Filmregisseur
- Gian Gerolamo Campanili († 1626), italienischer römisch-katholischer Bischof
- Gian Candrian (* 1999), Schweizer Unihockeyspieler
- Gian Carlo Capicchioni (* 1956), san-marinesischer Politiker
- Gian Giacomo Caraglio (1500–1570), italienischer Zeichner, Kupferstecher und Architekt
- Gian Giacomo Caroldo (* vor 1480; † 1539), venezianischer Diplomat und Chronist
- Gian Casanova (* 2000), Schweizer Snowboarder
- Gian Antonio Castelli (* um 1570; † um 1640), Schweizer Stuckateur
- Gian Casty (1914–1979), Schweizer Maler, Illustrator und Glasmaler
- Gian Paolo Cavarai (* 1939), italienischer Diplomat
- Gian Menico Cetti (1780–1817), Schweizer Übersetzer
- Gian Luca Chiavari (* 1935), italienischer Würdenträger des Malteserordens
- Gian Paolo Chiti (* 1939), italienischer Komponist und Klavierspieler
- Gian Gaspare Cittadini Cesi (1907–1984), italienischer Diplomat
- Gian Gianett Cloetta (1874–1965), Schweizer Lehrer, Dichter und Linguist
- Gian Marchet Colani (1772–1837), Bündner Jäger, Bergsteiger und Büchsenmacher
- Gian Maria Cominetti (1884–1961), italienischer Theaterregisseur und Drehbuchautor
- Gian Biagio Conte (* 1941), italienischer Altphilologe
- Gian Giacomo Cristoforo (* um 1588; † 1649), italienischer römisch-katholischer Bischof

#### D
- Gian Paolo Dallara (* 1936), italienischer Autokonstrukteur
- Gian Giacomo Dalmasso (1907–1981), italienischer Comicautor
- Gian Pietro Del Buono (* um 1610; † um 1657), italienischer Komponist des Barock
- Gian Giacomo Dolcebuono (vor 1450–nach 1504), italienischer Bildhauer, Architekt und Ingenieur der Renaissance
- Gian Paolo Dulbecco (* 1941), italienischer Maler

#### F
- Gian Matteo Fagnini (* 1970), italienischer Radrennfahrer
- Gian Marco Ferrari (* 1992), italienischer Fußballspieler
- Gian Fontana (1897–1935), rätoromanischer Schriftsteller und Lehrer
- Gian Francesco Fortunati (1746–1821), italienischer Komponist und Kapellmeister der Klassik
- Gian Battista Frizzoni (1727–1800), Schweizer reformierter Pfarrer und Kirchenlieddichter
- Gian Luigi Frollo (1832–1899), italienisch-rumänischer Romanist und Lexikograf

#### G
- Gian Piero Galeazzi (1946–2021), italienischer Journalist und Ruderer
- Gian Luca Galletti (* 1961), italienischer Politiker
- Gian Piero Gasperini (* 1958), italienischer Fußballspieler und aktueller -trainer
- Gian Gianotti (* 1949), Schweizer Theaterregisseur, Autor und ehemaliger Theaterleiter
- Gian Francesco Giudice (* 1961), italienischer theoretischer Physiker
- Gian Paolo Gobbo (* 1949), italienischer Politiker
- Gian Michele Graf (* 1962), Schweizer mathematischer Physiker

#### K
- Gian Franco Kasper (1944–2021), Schweizer Sportfunktionär

#### L
- Gian Franco Legler (1922–2015), Schweizer Designer und Innenarchitekt

#### M
- Gian Antonio Maggi (1856–1937), italienischer Mathematiker und Physiker
- Gian Francesco de Majo (1732–1770), Komponist der Neapolitanischen Schule
- Gian Carlo Malchiodi (1917–2015), italienischer Architekt, Designer und Professor für Architektur
- Gian Francesco Malipiero (1882–1973), italienischer Komponist und Musikwissenschaftler
- Gian Battista Mantegazzi (1889–1958), italienischer Komponist und Dirigent
- Gian Marco Marcucci (* 1954), san-marinesischer Politiker
- Gian Gastone de’ Medici (1671–1737), Großherzog der Toskana
- Gian Giacomo Medici (ca. 1495–1555), italienischer Condottiere
- Gian Carlo Menotti (1911–2007), US-amerikanischer Komponist
- Gian Vincenzo Moreni (1932–1999), italienischer römisch-katholischer Geistlicher, Erzbischof und Apostolischer Nuntius
- Gian Marco Moroni (* 1998), italienischer Tennisspieler

#### N
- Gian Gaspare Napolitano (1907–1966), italienischer Journalist, Schriftsteller und Drehbuchautor
- Gian Gaspare Nessi (1800–1856), Schweizer Rechtsanwalt, Politiker, Tessiner Grossrat und Staatsrat

#### O
- Gian Alfonso Oldelli (1733–1821), Schweizer Kapuziner, Hochschullehrer und Heimatforscher
- Gian Paolo Oliva (1600–1681), 11. General des Jesuitenordens

#### P
- Gian Paolo Palenteri († um 1606), italienischer römisch-katholischer Bischof
- Gian Pedretti (* 1926), Schweizer Plastiker, Maler und Schriftsteller
- Gian Luca Perici (* 1964), italienischer römisch-katholischer Geistlicher, Erzbischof und Diplomat
- Gian Vincenzo Pinelli (1535–1601), italienischer Humanist
- Gian Luigi Polidoro (1928–2000), italienischer Filmregisseur, Drehbuchautor und Schauspieler

#### R
- Gian Franco Reverberi (1934–2024), italienischer Komponist und Musiker
- Gian Piero Reverberi (* 1939), italienischer Komponist und Musikproduzent
- Gian Carlo Riccardi (1933–2015), italienischer Künstler, Maler, Theaterregisseur, Bildhauer und Schriftsteller
- Gian Pietro Riva (1696–1785), Schweizer Schulleiter und Übersetzer
- Gian Andrea Rocco (* 1927), italienischer Filmregisseur und Drehbuchautor
- Gian Domenico Romagnosi (1761–1835), italienischer Jurist, Ökonom und Philosoph
- Gian Luigi Rondi (1921–2016), italienischer Filmkritiker
- Gian Paolo Rosmino (1888–1982), italienischer Schauspieler und Filmregisseur
- Gian Rupf (* 1967), Schweizer Schauspieler, Rezitator und Filmemacher

#### S
- Gian Franco Saba (* 1968), italienischer römisch-katholischer Geistlicher und Militärerzbischof von Italien
- Gian Paolo Salvini (1936–2021), italienischer Jesuit und Publizist
- Gian Sammarco (* 1970), britischer Schauspieler
- Gian Saratz (1821–1900), Schweizer Hotelier, Naturforscher und Politiker
- Gian Marco Schiaretti (* 1986), italienischer Sänger und Musicaldarsteller
- Gian Luca Schulz (* 1999), deutscher Fußballspieler
- Gian Antonio Selva (1751–1819), italienischer Architekt des Klassizismus
- Gian Galeazzo Maria Sforza (1469–1494), Herzog von Mailand
- Gian Simmen (* 1977), Schweizer Snowboarder
- Gian Stragiotti (* 2007), Schweizer Kitesurfer
- Gian Carlo Stucky (1881–1941), Schweizer Unternehmer in Venedig

#### T
- Gian Franco Terenzi (1941–2020), san-marinesischer Politiker
- Gian Ferdinando Tomaselli (1876–1944), italienischer Bahnradsportler, Motorrad- und Automobilrennfahrer sowie Konstrukteur
- Gian Töndury (1906–1985), Schweizer Anatom
- Gian Trepp (* 1947), Schweizer Journalist, Buchautor und Strategieberater
- Gian Giorgio Trissino (1478–1550), italienischer Dichter und Sprachforscher
- Gian Giorgio Trissino (1877–1963), italienischer Reiter
- Gian Giacomo Trivulzio (1442–1518), italienisch-französischer Heerführer

#### V
- Gian Maria Varanini (* 1950), italienischer Mittelalterhistoriker und Hochschullehrer
- Gian van Veen (* 2002), niederländischer Dartspieler
- Gian Piero Ventura (* 1948), italienischer Fußballspieler und -trainer
- Gian Carlo Venturini (* 1962), san-marinesischer Politiker
- Gian Galeazzo Visconti (1351–1402), Herzog von Mailand
- Gian Maria Volontè (1933–1994), italienischer Filmschauspieler

#### W
- Gian Waldvogel (* 1990), Schweizer Politiker

#### Z
- Gian Paolo Zandegiacomo (* 1968), italienischer Curler
- Gian Girolamo Zannichelli (1661–1729), italienischer Pharmakologe, Botaniker und Naturwissenschaftler

### Familienname
- Joseph Gian (* 1961), US-amerikanischer Film- und Fernsehschauspieler

### Künstlername
- Gian (Komiker) (1936–2010), italienischer Komiker